# Ma Jing-csiu
Ma Jing-csiu (hagyományos: 馬英九, egyszerűsített: 马英九, pinjin: Mǎ Yīngjiǔ) (Hongkong, 1950. július 13. –) kínai politikus, a Kínai Köztársaság 2008 márciusában megválasztott elnöke.

## Élete és pályafutása
Ma Jing-csiu egy Kuomintang-funkcionárius apa gyermekeként jött a világra 1950-ben Hongkongban, a kommunisták elől menekülő szülei akkor éppen ott tartózkodtak. Négy lánytestvére van.
A Tajvani Nemzeti Egyetemen és az Amerikai Egyesült Államokban, a Harvardon tanult. 1981-ben Csang Csing-kuo akkori elnök (Csang Kaj-sek generalisszimusz fia) mellett tolmácsként dolgozott.
Volt igazságügyi miniszter, az anyaországi tanács – a Kínai Népköztársasághoz fűződő kapcsolatok legmagasabb szervének – elnökhelyettese, a főváros, Tajpej főpolgármestere és a Kuomintang (Kínai Nemzeti Párt) vezetője. 2008-ban, 57 éves korában választották meg a Kínai Köztársaság elnökének, amikor is a Demokratikus Progresszív Párt tagját, Csen Suj-pient váltotta pozíciójában.